# Lucassenia burgoini
Lucassenia burgoini är en skalbaggsart som beskrevs av Olsoufieff 1940. Lucassenia burgoini ingår i släktet Lucassenia och familjen Cetoniidae. Inga underarter finns listade i Catalogue of Life.